# Cardiolejeunea cardiantha
Cardiolejeunea cardiantha là một loài Rêu trong họ Lejeuneaceae. Loài này được R.M. Schust. & Kachroo mô tả khoa học đầu tiên năm 1963.